# Zygoballus sexpunctatus
Zygoballus sexpunctatus е вид скачащ паяк, който се среща в Югоизточните Съединени щати.

## Описание
Възрастните паяци имат между 3 и 4,5 mm дължина на тялото. Хелицерите на мъжките са значително увеличени и косо ориентирани, като всеки хелицер притежава дълъг и извит зъб.
Главогръда и корема са сребристи или черно-бели на цвят, а краката са червеникаво-кафяви или жълтеникави. Предните крака са три чифта, а задните – един. Започвайки от предната двойка, дължината при мъжките е: 3,7 mm, 2,2 mm, 2 mm и 3 mm, като при женските, четвърта двойка крака са най-дълги.

## Разпространение и местообитание
Видовете се простират от Ню Джърси до Флорида и на запад до Тексас.
Срещат се по оризови полета, шубраци, борови гори и различни тревни площи.

## Хранене
Подобно на повечето паяци Zygoballus sexpunctatus се хранят с широка гама от безгръбначни. Диетата им обикновено включва малки насекоми, като листни въшки и гъсеници, а понякога също ядат комари и различни видове малки паяци.

## Размножаване
Малките се излюпват в средата на лятото. През зимата спят. Достигат полова зрялост около края на април.
- Ларва
- Личинков стадий
- Недоразвит мъжки